# Josef Staudinger (Wasserspringer)
Josef Franz „Sepp“ Staudinger (* 2. November 1906 in Wien; † 3. April 1998 ebenda) war ein österreichischer Wasserspringer. Er wurde 1931 Europameister im Turmspringen und nahm an den Olympischen Sommerspielen 1928 und 1932 teil.

## Leben und sportliche Karriere
Josef Staudinger wurde am 2. November 1906 als Sohn von Johann August Staudinger und Maria, geborene Bruckner, in Wien geboren, wo er aufwuchs und als Sportlehrer arbeitete. Im Alter von 21 Jahren nahm er an den Olympischen Sommerspielen 1928 in Amsterdam teil, wo er sowohl im Kunstspringen vom 3-Meter-Brett als auch im Turmspringen vom 10-Meter-Brett den 6. Rang belegte. Bei den Schwimmeuropameisterschaften 1931 in Paris gewann er die Goldmedaille im Turmspringen.

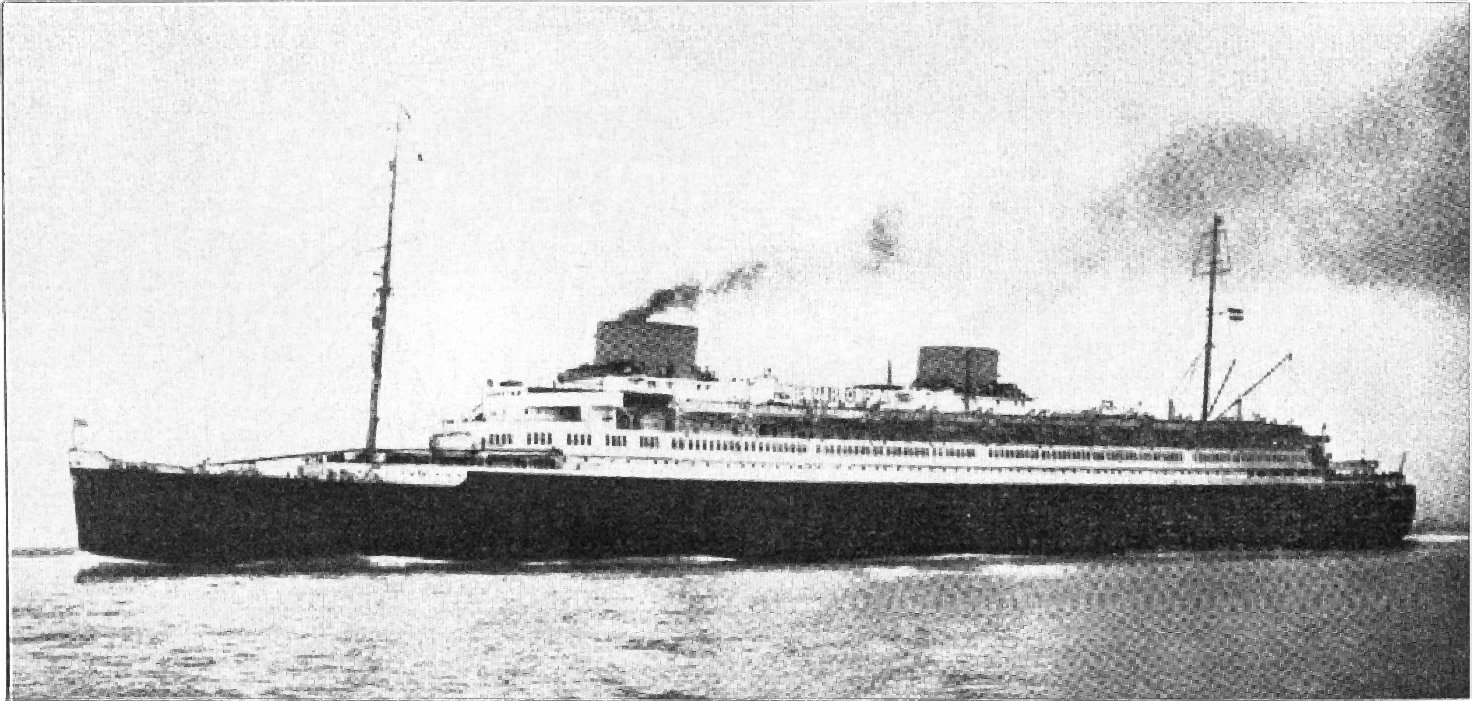
Mit dem Passagierdampfer Europa überquerte Staudinger im Juli 1932 gemeinsam mit dem österreichischen Olympiakader den Atlantischen Ozean.

Vier Jahre später qualifizierte er sich für die Olympischen Sommerspiele in Los Angeles und trat am 10. Juli 1932 mit dem österreichischen Olympiakader in Bremen die sechstägige Schiffsreise mit dem modernen Dampfschiff Europa nach New York an. Gemeinsam mit Staudinger reisten unter anderem die Florettfechterin Ellen Preis, der Ringer Nikolaus Hirschl, der Gewichtheber Karl Hipfinger und Staudingers spätere Ehefrau, die Wasserspringerin Madi Epply; mit an Bord waren auch der deutsche Sportjournalist Kurt Doerry und der Pressezeichner Emil Stumpp aus Berlin. Bei den Wettbewerben in Los Angeles verfehlte Staudinger im Turmspringen nur knapp die Medaillenränge und wurde Vierter unter acht Teilnehmern aus fünf Ländern. Im Kunstspringen schloss er die Wettbewerbe auf dem 9. Rang ab.
Sepp Staudinger starb im April 1998 im Alter von 92 Jahren in Wien und fand am 24. April 1998 seine letzte Ruhestätte im Familiengrab auf dem Hernalser Friedhof (Gruppe B, Nr. 84).

## Familie
Am 29. Juni 1935 heiratete Staudinger in Wien seine Sportskollegin Magdalena „Madi“ Epply (1907–2005). Diese Ehe wurde am 23. Februar 1942 geschieden. In zweiter Ehe war Staudinger ab dem 19. Dezember 1946 mit der Wasserspringerin Alma Pascher verheiratet.

## Resonanz in den Medien
Josef Staudinger und Madi Epply waren in den 1930er-Jahren während ihrer Trainings- und Wettkampfsprünge ein beliebtes Motiv des Sportfotografen Lothar Rübelt (1901–1990), dessen Arbeiten heute in Museen und Sammlungen enthalten sind und bei Auktionen zu hohen Preisen gehandelt werden. Im Jahr 1985 zeigte ein Plakat zur Fotografie-Sonderausstellung „Das Geheimnis des Moments“ in der Wiener Albertina ein im Jahr 1932 entstandenes Rübelt-Foto des Paares Staudinger/Epply bei einem Doppelsprung vom 10-Meter-Turm in den Millstätter See. Ein weiteres Doppelsprungfoto aus dem Jahr 1935 mit dem Titel „Mädy Epply und Sepp Staudinger bei einem Doppelsprung vom 10-Meter-Turm“ ist auf dem Einband des Begleitbuches zur Ausstellung „Im Blickpunkt“ zu sehen, die im Jahr 2002 von der Fotosammlung der Österreichischen Nationalbibliothek ausgerichtet wurde.
Das Interesse der österreichischen Medien an dem international erfolgreichen Spitzensportler war groß. Sein Hochzeitsfoto wurde im Jahrbuch 1935 der Berliner Illustrirten Zeitung abgedruckt.

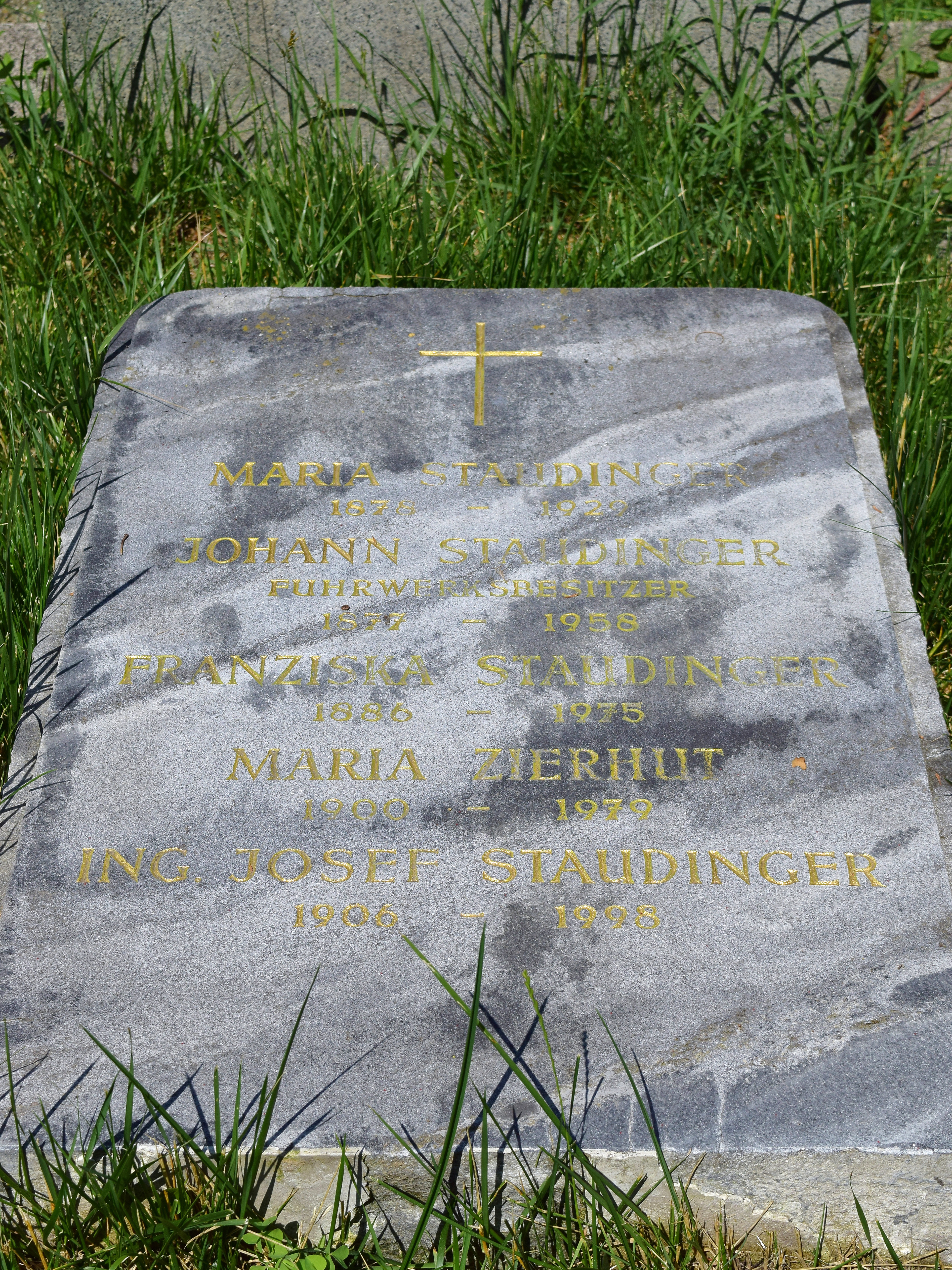
Familiengrab Staudinger auf dem Hernalser Friedhof in Wien

## Trivia
In dem 1934 herausgegebenen Sammelalbum „Rekord im Sport“ war auch ein Sammelbild mit einem Foto von Josef Staudinger enthalten. Es handelte sich dabei um ein Album für Zigarettenbilder der Dresdner Zigarettenfabrik Greiling, für das der deutsche Sportjournalist Kurt Doerry die Texte geschrieben hatte.